# محمد عبد الله الخطيب
الشيخ محمد عبد الله الخطيب (26 فبراير 1929 - 3 نوفمبر 2015) عضو مكتب الإرشاد بجماعة الإخوان المسلمين، ومسئول قسم نشر الدعوة بالجماعة.

## المولد والنشأة العلمية
- ولد فضيلة الشيخ محمد عبد الله الخطيب في 26 فبراير 1929م ببلدة جهينة الغربية مركز طهطا محافظة سوهاج في بيئة محافظة على الآداب والأخلاق العامة.
- حفظ القرآن الكريم بكتاب القرية، ودرس بالمدرسة الإلزامية.
- التحق بالأزهر الشريف بالمعهد الديني بطهطا وحصل على الشهادة الابتدائية.
- ثم التحق بمعهد سوهاج الديني ومنه حصل على الشهادة الثانوية.
- ثم التحق بكلية أصول الدين بالقاهرة ونال الشهادة العالية.
- وحصل بعدها على تخصص التدريس من كلية اللغة العربية بالأزهر.

## الأعمال والوظائف
- عمل بالإمامة والخطابة بوزارة الأوقاف بمصر.
- اعتقل في 1965م ضمن حملة شنها نظام جمال عبد الناصر ضد الإخوان المسلمين؛ حيث حكم عليه بعشر سنوات.
- خرج بعدها وعاد لوظيفته الأساسية إمامًا لمسجد خورشيد بجزيرة بدران بشبرا.
- تم اختياره بعد ذلك للعمل بالمكتب الفني لنشر الدعوة الإسلامية التابع لوزارة الأوقاف المصرية.
- تم إعارته من وزارة الأوقاف المصرية إلى ليبيا؛ حيث عمل بالمكتب الفني بإدارة الوعظ والإرشاد بوزراة الأوقاف الليبية ومسئول الفتوى بالوزارة، واستمرت فترة عمله بليبيا حوالي عام ونصف.
- عاد بعدها إلى مصر، ثم تعاقد مع وزراة الشئون الإسلامية والأوقاف بدولة الإمارات العربية المتحدة؛ حيث شغل فيها وظيفة كبير وعاظ ورئيس قسم الفتوى، واستمر عمله بالإمارات حوالي سبع سنوات.

## الإنتاج العلمي
- أثرى المكتبة الإسلامية بمؤلفاته التي بلغت حوالي أربعين كتابًا، ركز في معظمها على قضية تصحيح المفاهيم الإيمانية والتعبدية والفكرية والدعوية..
- نشرت مقالاته وفتاواه بالعديد من المجلات الإسلامية، مثل: مجلتي الدعوة، ولواء الإسلام، وحاليًا مجلة الرسالة، بالإضافة إلى ما تنشره له المواقع الإسلامية على شبكة الإنترنت..
- غيرها كما حظيت المكتبة الصوتية برصيد كبير من خطبه ومحاضرته التي سجلت له خاصةً أثناء فترة عمله بدولة الإمارات.

## الأنشطة الدعوية
- زار محاضرًا وداعيًا إلى الله دولاً كثيرة، منها الغربية كالولايات المتحدة وإنجلترا، ومنها العربية كليبيا والجزائر والسودان.
- كما أنه شارك في العديد من المؤتمرات الإسلامية في العواصم المختلفة.
- بيته مفتوح دائمًا لضيوفه ومريديه، ويجيب يوميًّا عبر هاتفه الشخصي على جميع الفتاوى التي تعترض المتصلين في شئون دينهم ودنياهم.

## وفاته
توفي الخطيب في 3 نوفمبر 2015.

## وصلات خارجية
- موقع الشيخ محمد عبد الله الخطيب